# Autoritat Financera Andorrana
L'Autoritat Financera Andorrana (AFA), coneguda com a Institut Nacional Andorrà de Finances (INAF) entre 1989 i 2018, és la institució del Principat d'Andorra encarregada de supervisar i regular el sistema financer d'Andorra. Va ser creat l'any 1989 com a òrgan supervisor i el 2004 se'l va dotar de més autonomia amb l'aprovació de la Llei 14/2003.
En cas d'un acord monetari entre el Govern d'Andorra i la Unió Europea l'AFA s'hauria de convertir en el banc central d'Andorra.

## Estructura
La llei 14/2003 estableix quina és l'estructura de govern, com s'escull, els terminis màxims dels mandats i la remuneració dels diferents càrrecs.

### Consell d'Administració
El Consell d'Administració de l'AFA està compost per un president, entre tres i cinc consellers i el director general, amb dret a veu, però sense vot.

### Direcció General
La Direcció General està formada per un Director General, nomenat pel Govern, i per un Subdirector General, nomenat pel Consell d'Administració. Les diferents persones que han ostentat aquests càrrecs són:
| Període                       | Direcció general       | Subdirecció General    | Observacions |  |
| ----------------------------- | ---------------------- | ---------------------- | --- |  |
| 2021 - Actualment             | David Cerqueda Solé    | Maripau Naranjo Llanos | |  |
| setembre 2020 - desembre 2020 | Maripau Naranjo Llanos |                        | Assumeix el càrrec de Directora general interina fins a trobar la persona que substituiria Ramón López.                                |  |
| 2017 - setembre 2020          | Ramón López            | Maripau Naranjo Llanos | Fortament criticat per la falta de connexió amb el sector i pel seu salari, pacta rescindir el contracte abans d'acabar el seu mandat. |  |
| 2012 - 2017                   | Maria Cosan            |                        | |  |